# 향로봉
향로봉(香爐峰)은 대한민국 강원특별자치도 고성군과 인제군 경계에 있는 산이며, 높이는 1,296m이다. 태백산맥 북부를 이루는 봉우리로 북쪽의 금강산, 남쪽의 설악산, 오대산 등과 이어진다.
남한에서 가장 추운 지대로 8월 평균기온이 17.5 °C, 2월 평균기온이 영하 14.5 °C이며, 11월에서 이듬해 4월까지 눈이 내린다. 향로봉 부근에는 설악산국립공원을 비롯해 통일전망대, 진부령 알프스리조트같은 관광명소가 많다. 그러나 산 일대는 군사지역으로 이루어져 있어 민간인통제구역에 속하고 교통이 불편해 관광하기가 어렵다.